# Feria de la Flor
La Feria de la Flor (originalmente: Feria de Xochicalco) es la segunda fiesta más importante del municipio de Zacatelco en el estado mexicano de Tlaxcala. Se celebra a mediados de junio, entre los días 10 y 21 con motivo de celebración al Sagrado Corazón de Jesús.

## Historia
La feria de la flor tuvo su apertura en 1963 llamándose en primera instancia Feria de Xochicalco, cuando se creó la comisión organizadora de la festividad bajo el cargo de los creadores Juan Cirio Aguilar, Hildeberto González Díaz, Agustín flores Ramírez,  Juan Morales y Emilio Garzón Juárez.
La primera edición fue relativamente corta con un periodo de tiempo de tres días. Entre los eventos principales de la primera feria se llevó a cabo una kermés con sede en una escuela primaria ubicada a poco metros de la Plaza Xochicalco —sede de la feria—, en este evento se realizó le venta de claveles. Como parte de los festejos los organizadores solicitaban a la población a aderezar sus viviendas.
Anualmente, son seleccionados los mayordomos quienes se harán cargo de los preparativos de la fiesta posterior. En 2015, la feria se prolongó por primera vez durante 12 días y fue inaugurada mediante un magno desfile con la participación de instituciones educativas, municipios aledaños, así como de otros estados de México.

## Eventos
La feria comienza con un desfile de inauguración, acompañado de carros alegóricos. Durante la feria se desarrollan actividades como la  expo-venta de flor por comerciantes de la ciudad poblana de Atlixco. También se realiza la coronación de las tres reinas de la feria, la primera recibe el título Reina de la Feria, la segunda Reina de la Flor y la tercera Reina del Baile.